# Nina Rocheva
Nina Petrovna Rocheva (en russe : Нина Петровна Рочева), née Selyunina (en russe : Селюнина, Seliounina) le 13 octobre 1948 à Pokchaï (oblast de Kirov, URSS) et morte le 8 janvier 2022 à Syktyvkar (Russie), est une fondeuse soviétique puis russe.
Mariée au champion olympique de ski de fond Vasily Rochev, elle est la mère de Vassili Rotchev également champion olympique dans cette discipline.

## Palmarès

### Jeux olympiques
- Jeux olympiques d'hiver de 1980 à Lake Placid 
  -  Médaille d'argent en relais 4 × 5 km.

### Championnats du monde
- Championnats du monde de ski nordique 1974 à Falun 
  -  Médaille d'or en relais 4 × 5 km.
- Championnats du monde de ski nordique 1978 à Lahti 
  -  Médaille de bronze en relais 4 × 5 km.

## Honneur
Le 25 novembre 2024, l'astéroïde troyen de Jupiter (573759) Rocheva, situé au point de Lagrange L4 du système Soleil-Jupiter, est nommé en son honneur.